# Google Books

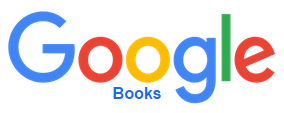
Het logo van Google Books

Google Books (in het Nederlands Google Boeken), ook wel Google Book Search of Google Zoeken naar boeken genoemd, is een webdienst van Google om de tekst van gedigitaliseerde (gescande) boeken te doorzoeken op bepaalde woorden. Deze dienst werd bij de eerste aankondiging in oktober 2004 Google Print genoemd.
Veel boeken zijn door Google gescand met een scanrobot; hiermee kunnen ongeveer 1000 pagina's per uur worden gescand. De boeken zijn anno september 2006 voor het merendeel afkomstig van de bibliotheken van de University of Michigan, Harvard, Stanford, Oxford en de New York Public Library, maar ook de boeken van de Nederlandse wetenschappelijke uitgever Brill zullen op deze manier beschikbaar komen. Google bouwt zo een digitale bibliotheek op.
In mei 2007 is de Universiteit Gent toegetreden tot dit project. In de universiteitsbibliotheek zullen vooral Nederlands- en Franstalige werken gescand worden.
In 2010 tekenden de Koninklijke Bibliotheek van Nederland en Google een overeenkomst waarin werd vastgelegd dat Google minstens 160.000 boeken uit de KB-collectie zou digitaliseren. Later zijn meer dan 550.000 boeken van Nederlandse universiteitsbibliotheken, openbare bibliotheken en andere erfgoedinstellingen online raadpleegbaar gemaakt via Google Books. In 2017 werden ruim 56.000 boeken uit de bibliotheek van de Universiteit Leiden aan het project toegevoegd: boeken in Nederland uitgegeven vóór 1876.
Vanaf 2020 werden ook 120.000 oude drukken uit de Erfgoedbibliotheek Hendrik Conscience en het Museum Plantin-Moretus in Antwerpen opgenomen in het digitaliseringsproject van Google Books.

## Auteursrechten
De boektekst van de na zoeken gevonden boeken waarop geen auteursrecht rust kan men in het geheel inzien of downloaden in pdf-formaat. Als er wel auteursrecht op rust, ziet men maar een klein stukje, een snippet, van de boektekst, namelijk een paar regels rondom het zoekwoord.
Google heeft op 19 augustus 2005 met de Leidse uitgever Brill afspraken gemaakt over het scannen van een deel van de wetenschappelijke collectie van Brill. Met name in de VS zijn diverse rechtszaken tegen Google Books aangespannen inzake het schenden van auteursrechten. Op 22 oktober 2008 maakte Google bekend dat een schikking was getroffen met de uitgevers en auteurs. Google betaalde 125 miljoen dollar om de rechtszaken te schikken.